# HCard
hCard (Cartão de visita) é um microformat para publicar os detalhes de contato (que pode não ser mais do que o nome) de pessoas, empresas, organizações e lugares, em (X)HTML, Atom, RSS, ou  arbitrário XML. O hCard microformat faz isso usando um 1:1 representação de vCard (RFC 2426) propriedades e valores, identificado usando HTML classes e rel attributes.
Ele permite analisar as ferramentas (por exemplo outros websites, ou do Operador de extensão Firefox) para extrair os detalhes, e exibi-las, utilizando alguns outros websites ou ferramentas de mapeamento, índice ou pesquisá-los, ou para carregá-los em um programa, livro de endereços.
Em Maio de 2009, Google anunciou que eles iriam analisar o hCard, hReview e hProduct microformats, e usá-las para preencher páginas de resultado de busca.

## Exemplo
Considere o HTML:
```
 
<div>

   
<div>
Joe
 
Doe
</div>

   
<div>
Jo
</div>

   
<div>
The
 
Example
 
Company
</div>

   
<div>
604-555-1234
</div>

   
<a
 
href=
"http://example.com/"
>
http://example.com/
</a>

</div>

```

Com marcação microformatos, que torna-se:
```
 
<div
 
class=
"vcard"
>

   
<div
 
class=
"fn"
>
Joe
 
Doe
</div>

   
<div
 
class=
"nickname"
>
Jo
</div>

   
<div
 
class=
"org"
>
The
 
Example
 
Company
</div>

   
<div
 
class=
"tel"
>
604-555-1234
</div>

   
<a
 
class=
"url"
 
href=
"http://example.com/"
>
http://example.com/
</a>

</div>

```

Aqui, o nome formal (fn), organização (org), número de telefone (tel) e endereço web (url) foram identificados utilizando nomes de classes específicas; e tudo está envolvido em class="vcard" que indicam que as outras classes formam um hCard, e não são apenas o nome coincidente. Se o hCard é para uma organização ou local, as classes fn e org são usados no mesmo elemento, como em <span class="fn org">Wikipedia</span> ou <span class="fn org">Wembley Stadium</span>. Outros, opcionais, hCard classes também existem. 
Agora é possível que o software, por exemplo, os plug-ins do navegador, extraiam as informações e as transfiram para outros aplicativos, como um catálogo de endereços.

## Geo e adr
O Geo microformat é uma parte da especificação do hCard e é frequentemente usada para incluir as coordenadas de um local dentro de um hCard.
A parte  adr  do hCard também pode ser usada como um microformato autônomo.

## Exemplo ao vivo
Aqui estão os detalhes de contato da Wikimedia Foundation, como um hCard ao vivo:

Wikimedia Foundation Inc.

200 2nd Ave. South #358
 St. Petersburg, FL 33701-4313
USA

Phone: +1-727-231-0101
Email: info@wikimedia.org
Fax: +1-727-258-0207

The mark-up (wrapped for clarity) used is:
```
 
<div
 
class=
"vcard"
>

   
<div
 
class=
"fn org"
>
Wikimedia
 
Foundation
 
Inc.
</div>

   
<div
 
class=
"adr"
>

     
<div
 
class=
"street-address"
>
200
 
2nd
 
Ave.
 
South
 
#358
</div>

     
<div>

       
<span
 
class=
"locality"
>
St.
 
Petersburg
</span>
,

       
<span
 
class=
"region"
>
FL
</span>
 
<span
 
class=
"postal-code"
>
33701-4313
</span>

</div>

     
<div
 
class=
"country-name"
>
USA
</div>

</div>

   
<div>
Phone:
 
<span
 
class=
"tel"
>
+1-727-231-0101
</span></div>

   
<div>
Email:
 
<span
 
class=
"email"
>
info@wikimedia.org
</span></div>

   
<div>

     
<span
 
class=
"tel"
><span
 
class=
"type"
>
Fax
</span>
:

     
<span
 
class=
"value"
>
+1-727-258-0207
</span></span>

</div>

</div>

```

(Normalmente, você faria
```
 
<abbr
 
class=
"region"
 
title=
"Florida"
>
FL
</abbr>

```

de modo que a saída incluída region="Florida", mas o abbr elemento não é suportado na Wikipedia.)
Note que, neste exemplo, o nome formal (fn) e organização (org) propriedades são combinadas em um elemento, indicando que este é o hCard para uma organização, não uma pessoa.

## Outros atributos
Outros atributos comumente usados incluem
- bday - data de nascimento de uma pessoa
- email
- honorific-prefix
- honorific-suffix
- label - para não granular endereços
- logo
- nickname
- note - free text
- photo
- post-office-box